# 紳士將軍JLM足球俱樂部
紳士將軍JLM 是一家巴拉圭的足球俱樂部，成立於1962年6 月 21日，參加巴拉圭足球甲級聯賽。

## 俱樂部符號

##### 盾牌
紳士將軍的徽章頂部有一些塔，再往下一點像是一個“⨂”，下方是西班牙語“GENERAL CABALLERO”，再下方是一個足球，足球後面有4個白色條紋和5個紅色條紋作為襯托。